# Hohenems

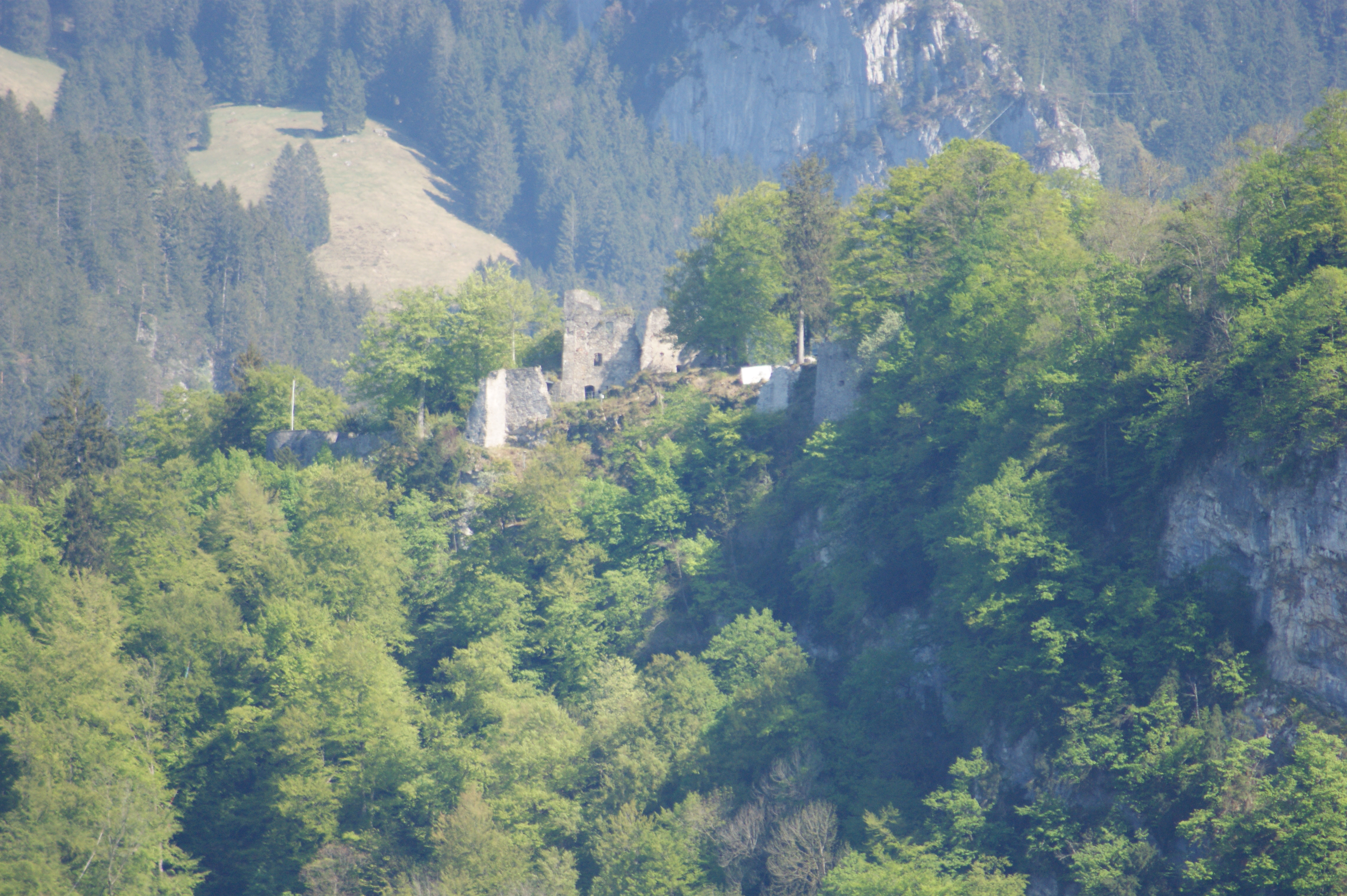
Ruina Alt-Ems

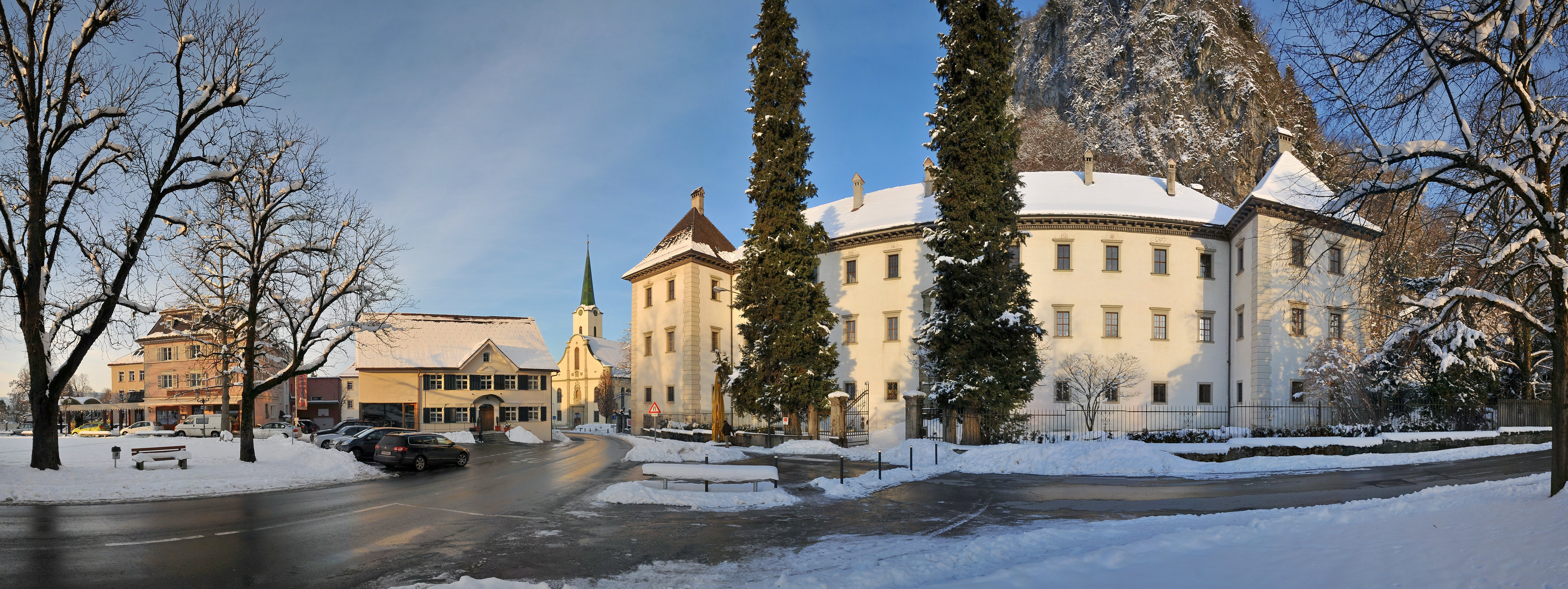
Palacio Hohenems

Hohenems es una ciudad austríaca que se encuentra en el distrito de Dornbirn, en el extremo occidental del estado de Vorarlberg (y por tanto en el punto más occidental del país, en la frontera con Suiza).

## Cultura y lugares de interés
La segunda ciudad más pequeña de Vorarlberg después de Bludenz tiene una gran oferta cultural y algunos lugares de interés en la zona de la ciudad.

### Museos

#### Museo Judío de Hohenems
El Museo Judío de Hohenems es un museo regional con atractivo internacional. Conmemora la comunidad judía rural de Hohenems y sus diversas contribuciones al desarrollo de Vorarlberg y las regiones circundantes. Los eventos del museo tratan sobre el presente judío en Europa, la diáspora e Israel, así como sobre el futuro de la inmigración en la sociedad europea.

#### Museos de la Música
En el marco del festival de música Schubertiada, que se fundó aquí, se crearon varios museos que tratan diferentes aspectos de la música que aquí se presenta. El Museo Schubertiada está dedicado a las obras y la persona del compositor vienés Franz Schubert.
El Museo Dreimäderlhaus, situado enfrente -basado en la opereta del mismo nombre de 1916-, se centra en las leyendas y curiosidades acerca de Schubert y la música.
El Museo Elisabeth Schwarzkopf está dedicado a una de las sopranos más importantes del siglo XX, Elisabeth Schwarzkopf. El Museo de la Música y del Vinilo Walter Legge exhibe documentos originales de los extensos archivos de la primera y una de las más importantes productoras de registros de música clásica.

#### Museo de Hohenems y de la Canción de Nibelungos
Este museo trata de la rica historia de la ciudad, incluyendo el descubrimiento de los Manuscritos Nibelungos C y A a finales del siglo XVIII.

#### Museo Aserradero de Stoffel
El museo Stoffels Säge-Mühle se encuentra en una zona industrial histórica, mencionada en un documento ya en 1626. Desde 1835, el edificio, que ya albergaba dos sierras accionadas por ruedas hidráulicas, es propiedad de la familia Amann (nombre de la casa: Stoffels). En una superficie de 600 m², el museo documenta 2000 años de tecnología y desarrollo de molinos y aserraderos hasta el día de hoy.

#### Arca de Noé - Colección Arte y Naturaleza
Desde mayo de 2019, el museo privado situado en el parque Bäumler, Markus-Sittikus-Straße 20, muestra dos colecciones de Hans Bäumler de Ingolstadt. En una antigua fábrica textil de su familia se pueden ver preparaciones de animales - mariposas, caza, albinos - así como fósiles y minerales de diferentes países. Por otro lado pinturas del romanticismo tardío del siglo XIX, cuadros de Waldmüller y Spitzweg, obras de impresionistas y postimpresionistas franceses y alemanes, como Manet, Monet, Renoir, Gauguin, Liebermann. 107 obras forman un panorama de 130 años de historia del arte, siendo el más reciente un bodegón de Picasso de 1945/46.

### Edificios

#### Ruina Alt-Ems
Con siete puertas, un puente levadizo y 47 habitaciones, el complejo de castillos de Alt-Ems fue en su día uno de los más grandes del sur de Alemania. A 740 metros sobre el nivel del mar, a unos 300 metros sobre el Valle del Rin, el castillo tenía originalmente una longitud de 800 metros y una anchura de hasta 85 metros. La legendaria fuente de Konradsbrunnen aún es visible en el patio interior del castillo. La ruina está siendo renovada desde 2006.

#### Castillo de Glopper - Castillo de Neu-Ems
En 1343, el Caballero Ulrich I de Ems construyó un nuevo castillo en la cresta del Valle del Rin en Emsreute, cerca de su fortaleza Alt-Ems, con el fin de proporcionar un refugio permanente para su familia en tiempos de gran inestabilidad. El Castillo de Neu-Ems, también conocido como Castillo de Glopper, consiste en un conjunto uniforme de edificios que consta de una pequeña fortaleza con un baluarte en forma de torreón, un palacio contiguo y un castillo exterior situado más abajo. En 1843 el castillo cayó en manos de Clemens Waldburg-Zeil-Lustenau-Hohenems y ha estado en posesión de la familia Waldburg-Zeil desde entonces.

#### Palacio Hohenems
El Palacio de Hohenems fue planificado y construido por Martino Longhi entre 1562 y 1567. Es un edificio regular de tres plantas con tejados a dos aguas y un patio interior rectangular. En el norte y en el sur hay risalitas esquineras de dos ejes bajo techos cónicos, el eje central está acentuado por un portal de arco redondo de estructura plástica. El palacio de Hohenems es el edificio renacentista más importante de Austria Occidental. Todavía está habitada y se utiliza para gastronomía y eventos.

#### Ayuntamiento
El ayuntamiento pertenecía originalmente al palacio como casa de huéspedes y también fue planeado por Martino Longhi. Una escalera abierta conduce a la entrada elevada.

#### Antiguo Ayuntamiento
El antiguo ayuntamiento se encuentra en la zona más antigua de Hohenems, en la calle Sägerstraße, en dirección a Emsreute, y funcionó como ayuntamiento de 1637 a 1830. El edificio, también conocido como Cancillería, es propiedad de la ciudad y es un edificio protegido. Un hacha entallada en una barra de la repisa de la ventana recuerda la jurisdicción de la sangre del conde anterior, al menos esa es la tradición bien conocida.

#### Sala Salomon Sulzer (antigua sinagoga)
De 1770 a 1772, la iglesia de bóveda alta de estilo barroco tardío y clasicista fue construida según los planos del arquitecto Peter Bein, y fue uno de los edificios de sinagoga más importantes de la región del Lago de Constanza. Entre 1863 y 1867, el interior de la sinagoga fue reconstruido y se le añadió una torre con reloj y mecanismo de golpeo.
En los años 2003/2004 la antigua sinagoga fue renovada bajo la dirección de los arquitectos Ada y Reinhard Rinderer y en su mayor parte se restauró su aspecto original. Después de más de 60 años, el 22 de julio de 2004 se celebró por primera vez en la antigua sinagoga un servicio judío del sábado. La inauguración oficial después de la renovación tuvo lugar el 21 de mayo de 2006. 
Hoy en día, el edificio lleva el nombre de Salomon-Sulzer-Saal, que debe su nombre al famoso cantor y ciudadano de la ciudad, y está a disposición del público como salón de actos y como parte de la escuela de música.

#### Cementerio Judío de Hohenems
El Cementerio Judío está situado en las afueras de la ciudad. El cementerio fue construido en 1617 con motivo del asentamiento de los judíos en Hohenems.

#### Iglesia parroquial de San Carlos Borromeo
La iglesia, construida entre 1796 y 1797 en el emplazamiento de la antigua Iglesia de Aníbal y conectada al Palacio de Hohenems por un pasillo, está dedicada a San Carlos Borromeo, el santo patrón de Hohenems.

## Eventos regulares
Varias veces al año, Hohenems organiza los Días de Schubertiada, que se centran en la música de Schubert y su tiempo. Los actos suelen tener lugar en la Sala Markus Sittikus.
El festival anual Homunculus, que los organizadores llaman un festival de muñecas, chistes y poesía, es una parte fija del calendario de eventos de la ciudad de Hohenems.
Los Días del Coro y del Órgano de Hohenems se celebran tres días al año a principios de octubre.
El festival cultural Emsiana se celebra un fin de semana de mayo y ofrece visitas guiadas, conferencias y exposiciones, lecturas y conciertos.

## Personas importantes
- Jean Améry
- Salomon Sulzer, hazzan y compositor
- Michael Köhlmeier, escritor Austriaco
- Christian Klien, automovilista de Fórmula 1
- Rudolf von Ems, poeta medieval
- Karlheinz Kopf, político
- Markus Sittikus, Clérigo renacentista